# Harpagonopus
Harpagonopus är ett släkte av mångfotingar. Harpagonopus ingår i ordningen banddubbelfotingar, klassen dubbelfotingar, fylumet leddjur och riket djur.
Kladogram enligt Catalogue of Life:
| Harpagonopus | \| \| Harpagonopus confluentus \| \| \| \| \| \| Harpagonopus confuentus \| \| \| \| |
|              | \| \| Harpagonopus confluentus \| \| \| \| \| \| Harpagonopus confuentus \| \| \| \| |
|              | Harpagonopus confluentus                                                             |
|              |                                                                                      |
|              | Harpagonopus confuentus                                                              |
|              |                                                                                      |